# Laeonereis brunnea
Laeonereis brunnea är en ringmaskart som beskrevs av Hartmann-Schröder 1959. Laeonereis brunnea ingår i släktet Laeonereis och familjen Nereididae. Inga underarter finns listade i Catalogue of Life.